# 公廨 (原住民族)

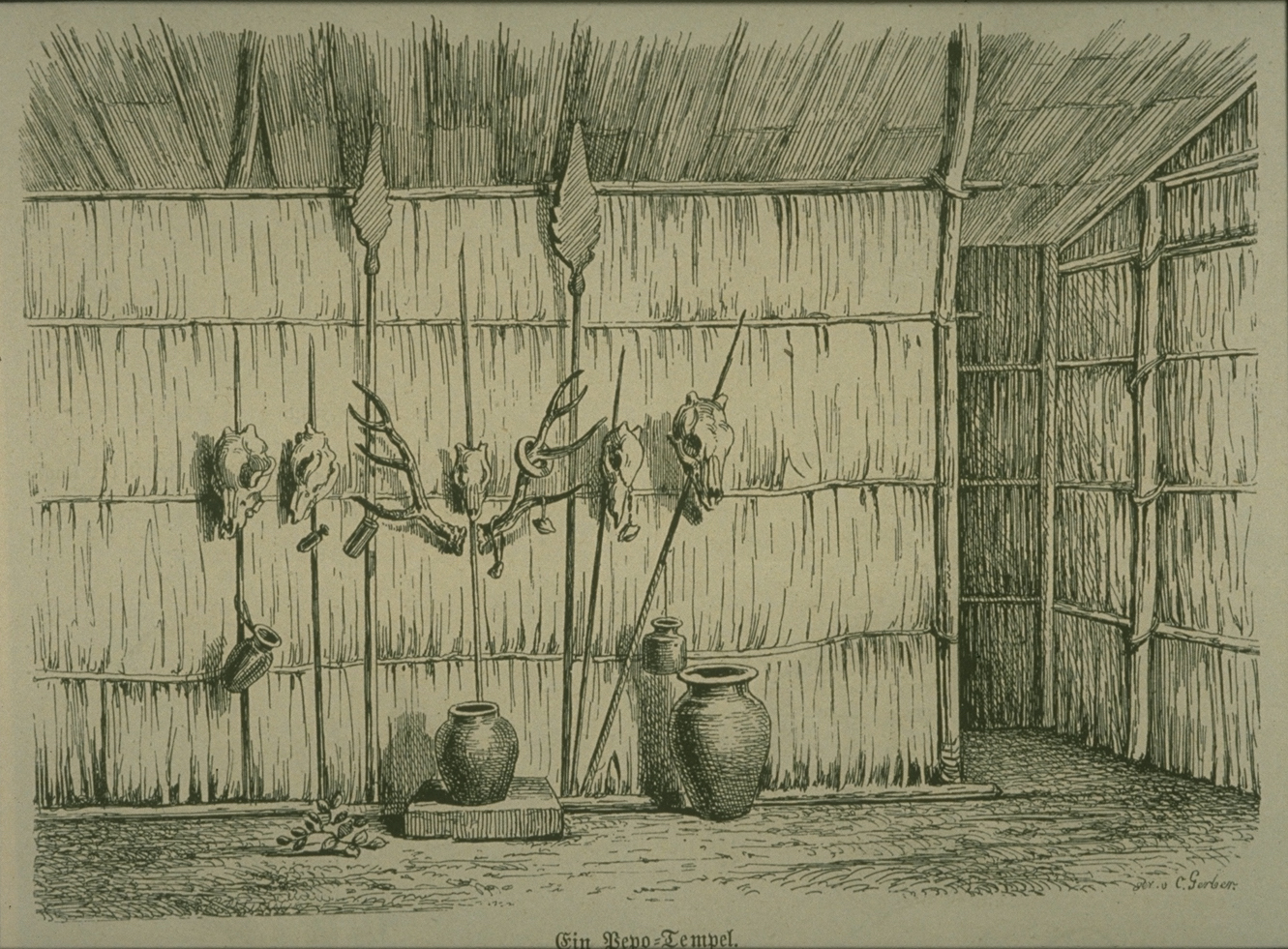
愛沙尼亞裔俄羅斯旅行家保羅．伊比斯所繪製的公廨圖畫（1877年）

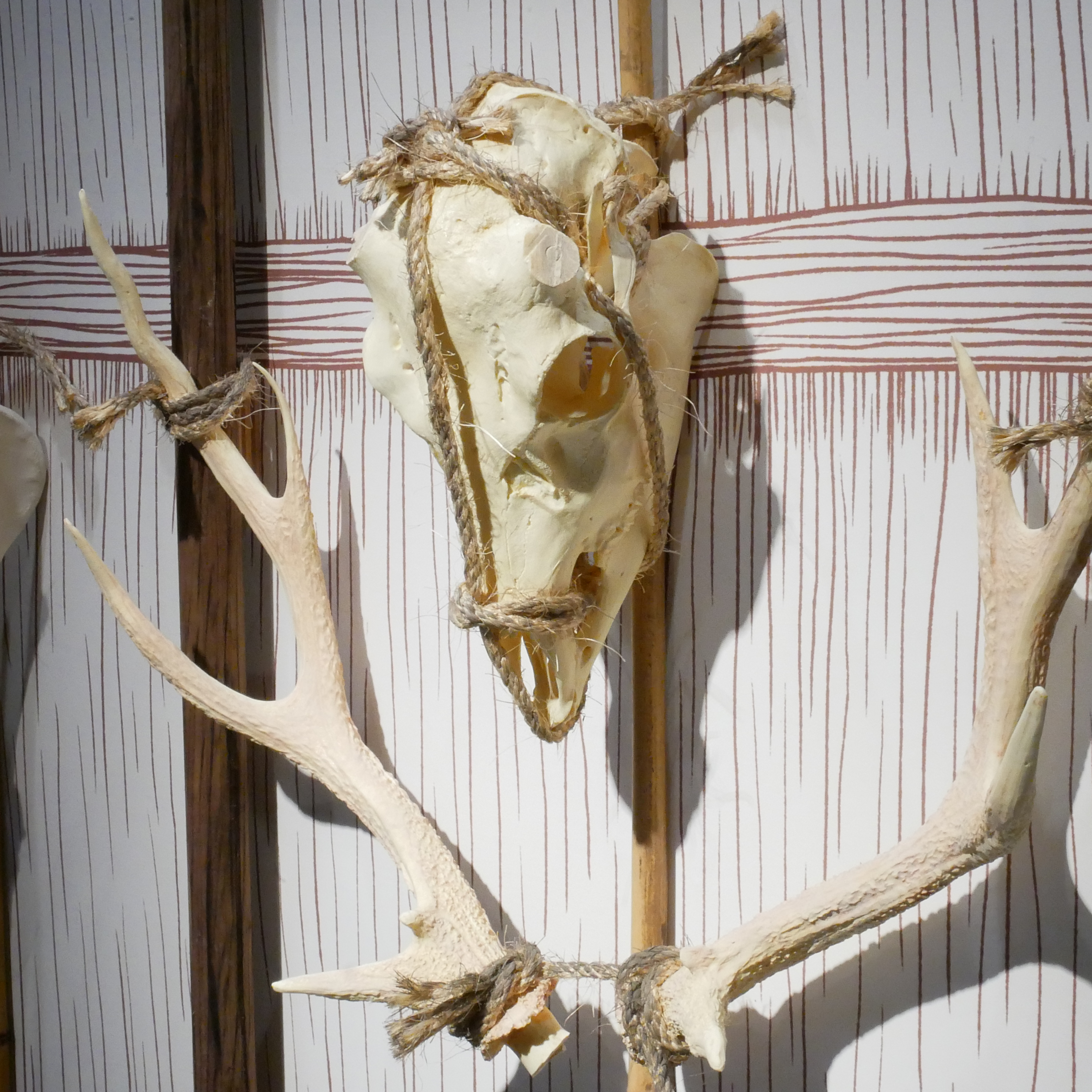
西拉雅族公廨內鹿骨（鶯歌陶瓷博物館藏）

公廨（西拉雅語：Kuwa；大武壠語：Kuba、Kuva、Kuma；馬卡道語：Konkai），文獻漢字亦作「公界」、「公堺」:124（廨界堺臺灣話皆同音：kài）；另俗稱三片壁，於現代臺灣通常是指西拉雅族、大武壠族或馬卡道族等原住民族祭祀阿立祖、太祖等祖靈的場所，但根據文獻記載過去公廨亦具有「青年會所」、「議事場所」等功能:125。
鄒族稱其男子會所為 Kuba、卑南族少年會所 trakuban 的語幹也是 kuba，另舊茂林部落男子會所的魯凱語 Ckobo 發音也類似，均有儀式、男子訓練及公眾議事等場域功能，但目前並不確定它們與大武壠等族的公廨（Kuba）有什麼樣的共同脈絡或淵源。

## 詞源
「公廨」一詞在中文裡面原是指「官署」:124，如中國隋唐時代的「公廨田」指的即是官署所擁有的田地。最早使用該詞用來指稱西拉雅等族群的 Kuwa、Kuva、Kuma 或 Kuba 之文獻，可追溯至中國明朝陳第的〈東番記〉，該文提到「族又共屋，一區稍大，曰公廨。少壯未娶者，曹居之。議事必於公廨，調發易也。」:124。而在清朝文獻中，黃叔璥《臺海使槎錄》與余文儀《續修臺灣府志》則將「公廨」一詞當成官名使用，但周鍾瑄《諸羅縣志》一書則用來指通事辦公的地方:127、128。清末的《安平縣雜記》則使用「公界」一詞，來指稱西拉雅族的宗教場所:128。

## 分類

### 西拉雅族公廨
西拉雅族吉貝耍部落的學者段洪坤指出，並非所有祭拜阿立祖（阿立母、太祖）的場所都可稱做公廨:130，並將這些祭祀場所分為四類如下：
| 類別         | 定義 | 範例 |
| ------------ | --- | --- |
| 社群性大公廨 | 為聚落共同的信仰中心，相當於漢人的「公厝」、「庄頭廟」:131 | - 阿立母大公廨（臺南東山區吉貝耍） - 頭社公廨（臺南大內區頭社） - 北頭洋公廨（臺南佳里區北頭洋） - 番仔田大公廨（臺南官田區隆本） |
| 角頭公廨     | 僅由聚落的某一角頭所共同祭祀的公廨:132。 | - 四社聖和廟（臺南官田區社子） - 隆本西公廨（臺南官田區隆本） - 口社寮阿立祖壇（臺南左鎮區口社寮）                                |
| 合壇太祖祠廟 | 是西拉雅族文化與漢人文化混合之後形成的宗教場所，已非嚴格定義上的西拉雅族公廨；除了阿立祖（太祖）外還會同時供奉漢人的神祇:137。                                             | - 老君祠（臺南左鎮區） |
| 田頭太祖     | 由低矮三面壁構成的建築，通常無法讓人進入，是西拉雅族為祈求田園作物生長順利且不被宵小竊取而請阿立祖（太祖）坐鎮之處:140。部分地區的田頭太祖為日後取得土地的漢人繼續供奉:141 | |

### 大武壠族公廨

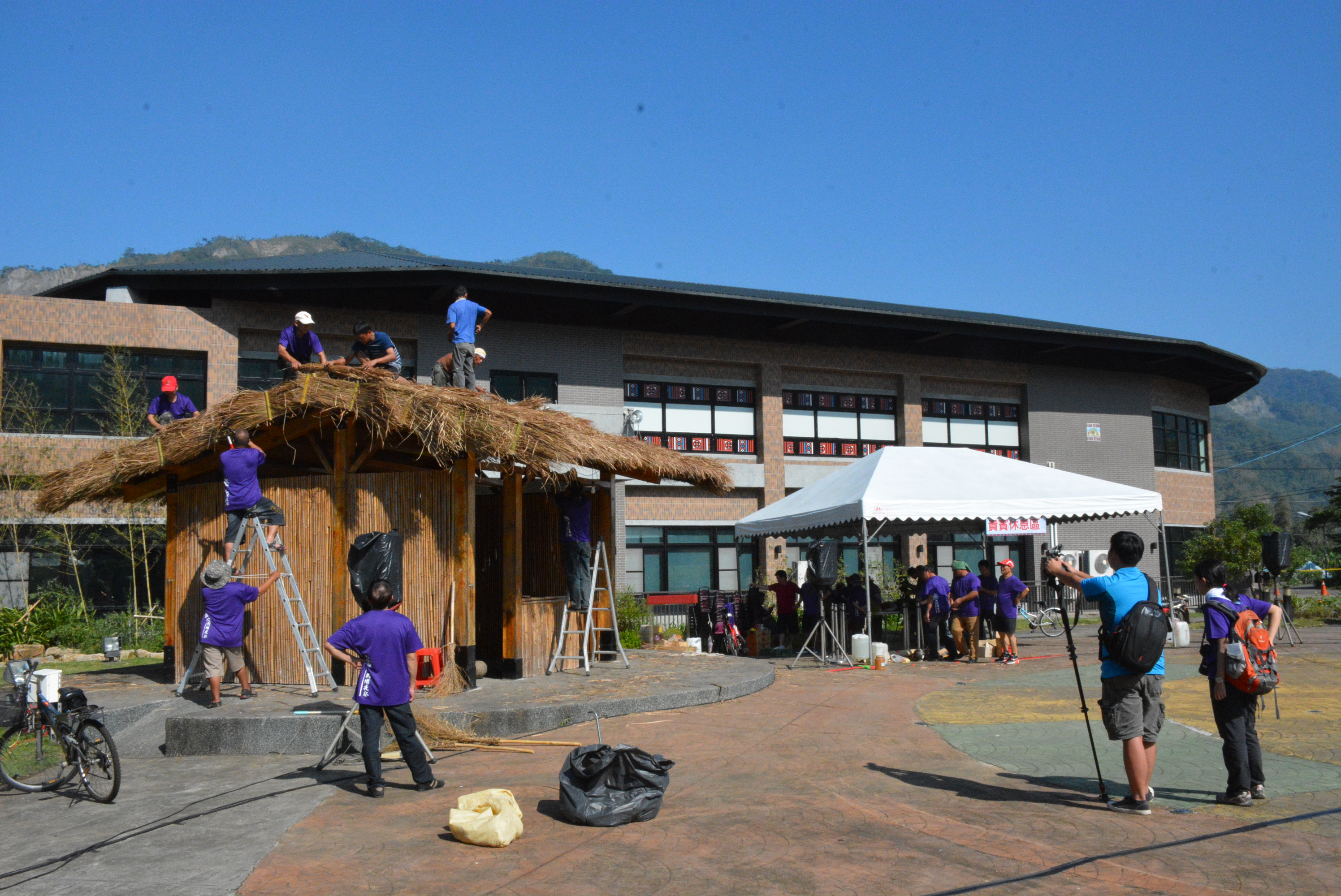
小林村大武壠族人於夜祭當日上午翻修部落公廨情形。

大武壠語稱公廨為 Kuba（小林村）、Kuva（甲仙）或 Kuma（荖濃），因此在小林村，老一輩族人仍稱太祖為 「Kuba 祖」。大武壠族各部落對公廨稱呼如下：
| 部落           | 大武壠語 |
| -------------- | -------- |
| 小林村、六龜   | Kuba     |
| 阿里關、甲仙埔 | Kuva     |
| 匏仔寮、荖濃、 | Kuma     |
|                | Ali-kuma |

一般大武壠族公廨採坐西朝東。以小林村為例，國民政府來臺前的公廨仍以下列的建材建築：
- 屋頂：族語稱 hasa。鋪屋頂的主要建材為白茅；五節芒較容易腐爛，容易漏水，非首選建材。另以箭竹夾茅草，因箭竹長度適當，也較堅固，只是箭竹在小林村一帶生長在海拔較高處，取材較費時費力。也可以桂竹代替。
- 竹刀：屋頂兩旁插有箭竹製作的竹刀七支，向上呈散開狀。將箭竹與茅草固定時會採用麻竹，以一年生的麻竹柔軟度最適中，取下後削薄、殺青。
- 屋樑：主要建材為長枝竹，長度、柔軟度最為適中。並以黃麻將長枝竹與柱子捆綁固定。
- 中柱：族語為 kayu，過去以較堅韌的木材作為主要建材，現已以刺竹代替。因其信仰地位，族人一貫稱之為「向柱」。
- 向笱：族語為 kegitangta' agisen，族人又稱之為「向神座」，和向柱共同構成大武壠族公廨最神聖的場域空間，是太祖的所在。公廨中用來放置給祖靈供品的笱必須以刺竹製作，彈性較佳，不像一般族人捕魚的魚笱可以其他竹材製作。
- 向竹：族語為 malubiu，為一約莫五層樓高之刺竹豎立於公廨前東方廣場，向竹末端必留竹葉。向竹上方與竹體垂直交叉綁有茅草七束，據說是給 7 位太祖降下的「天梯」。向竹末處另繫上一綑茅草，狀似人頭，族人表示早期大武壠族人仍有出草殺敵習俗時，成功獵回的敵方領袖人頭即綁在向竹之上，以威嚇來犯之敵方部落，後以現在的茅草代替。

大武壠族公廨形制大致如上，但各部落公廨型制或有不同，例如荖濃、六龜的公廨內無中柱，但仍有向笱放置在公廨內角落（荖濃）或供桌下（六龜）。另荖濃屋簷及屋內置有烏鴉各 2 隻，另一說為烏鴉、老鷹各 1 隻。

#### 各地大武壠族公廨

##### 臺南
- 六重溪：臺南市白河區六重里六重溪76-15號。竹籠厝搭建的公廨分為兩室，分別祀奉清水老君與太祖五姊妹，太祖五姊妹沒有形體，以5個甕依序排列，用米酒與檳榔祭祀，另祭祀一尊尪姨神尊，牆上有漢字記音寫成的牽曲歌詞。每年農曆9月14日晚上到9月15日凌晨，則是太祖五姊妹的夜祭。
- 險潭：險潭公廨位於臺南市白河區仙草里白水溪庄，以鐵皮屋搭建，中間水泥仿作大麻竹三根，前方祭台有三個陶甕，代表太祖三姊妹。

##### 高雄

阿里關公廨

- 阿里關公廨阿里關：

最近翻修約在 1970 年左右，仍保留相對古老的建築方式，是目前樣式最古老的大武壠族公廨。
- 小林村：

小林村公廨經歷了三次遷址。初期為了避免日本人的關注，約莫 1920 年代起，小林村公廨設置在名為「倒追仔」（現小林村紀念公園對面）的部落外圍之地，之後遷到「儘早溝」（玄天上帝廟的原址）。可能因水災關係，之後小林村公廨又遷到外環道旁的徐家農地。直到 2009 年八八水災重創小林村，公廨是於五里埔的現址重建。
- 荖濃：高雄市六龜區荖濃里頂荖濃清奉宮旁。
- 六龜：

六龜公廨位於六龜神農宮左側殿，稱為公祖廟。根據《高雄縣六龜鄉神農宮公祖廟沿革》，當地平埔祖先千年前渡海來臺時，於海上遭遇颱風，幸有「公祖」顯靈，引領族人登入臺灣落地生根，因而在此以石頭放置於魚笱，供奉公祖，每逢旱災求雨均有求必應。
日治時期曾遭焚燒，後於 1947 年於公廨原址重建，後遇神農大帝出鑾駕，原址改建為神農廟，公祖於是以祖靈旗形式收編於神農大帝之下；1977 年隨神農宮遷至華北街 60 號的現址。
- 四社寮：

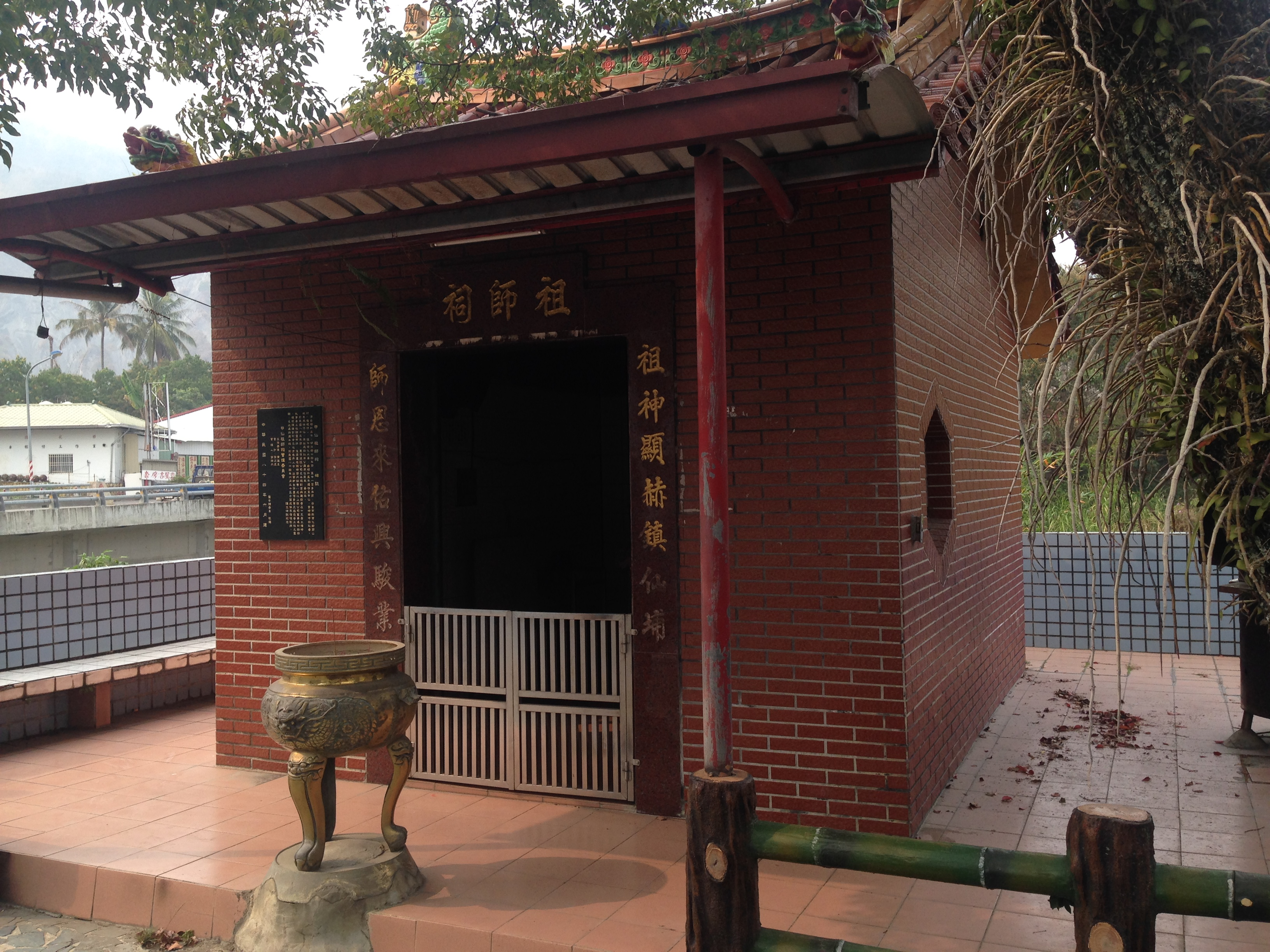
原四社寮部落公廨，現為甲仙祖師祠，至今祠內供桌下仍供奉大武壠族太祖。

四社寮大武壠族人曾在甲仙一帶建立一座小公廨，地址正位於今甲仙區忠孝路與臺29線交界附近，是為今甲仙祖師祠的前身，至今該祖師祠仍記載一段往事：1994 年間，番太祖托夢並成功讓當時在祖師祠正對面興建大樓的建設公司短時間大賣 8 成以上物件；為了還願，建設公司董事長、總經理及甲仙地方人士共同出資興建甲仙祖師祠，於 1995 年落成。至今祠內供桌下仍供奉太祖。
- 匏仔寮：

匏仔寮曾有公廨，地址位於今寶隆國小對面，公廨內中央地板置一石板以放置供品，向神座則呈三角簍形，屋角有竹劍五支及一木鳥，門前豎一向竹，上方紮茅草七層。後隨著部落的太祖遭屏東來的王爺收伏，公廨也跟著沒落，遭人破壞。

##### 花蓮
- 花蓮大庄部落大武壠族公廨
- 高雄荖濃部落大武壠族公廨
- 高雄六龜部落大武壠族公廨
- 台南六重溪部落大武壠族公廨

### 馬卡道族公廨
馬卡道族現今主要分布於屏東縣沿山地帶，近年來積極復興該族傳統文化。主要的公廨有三：
- 加蚋埔公廨
- 老埤老祖祠
- 加匏朗仙姑廟

## 外部連結
- 不給糖就搗蛋的三片壁(sann phìnn piah) （页面存档备份，存于）